# 小島克典
小島克典（こじまかつのり、1973年〈昭和48年〉6月22日‐）は、神奈川県厚木市出身の実業家、教育者、通訳者、スポーツライター。立命館大学客員教授（2006年より）、尚美学園大学准教授（2009年より）。一般社団法人スポーツカルチャーラボ代表理事。

## 来歴
- 1992年3月 - 日本大学第三高等学校卒業
- 1997年3月 - 日本大学芸術学部文芸学科卒業
- 1997年4月 - 株式会社横浜ベイスターズ入社
- 2002年3月 - サンフランシスコ・ジャイアンツ入社
- 2003年1月 - ニューヨーク・メッツ入社
- 2004年6月 - プロ野球への新規参入を目指すライブドアベースボールのGM就任[1], 株式会社ライブドア入社
- 2006年9月 - 立命館大学経営学部客員教授に着任
- 2009年4月 - 尚美学園大学総合政策学部准教授に着任
- 2013年4月 - 一般社団法人スポーツカルチャーラボ設立

## 略歴
- 中学時代は全日本なわとび選手権で優勝。高校時代は日大三高野球部で活躍。ただし甲子園出場は果たせず。
- 大学在学中、アトランタ五輪に野球日本代表チームの通訳として参加。卒業時に学長賞を受賞し、NPB（セントラル・リーグ）の横浜ベイスターズに入社した。
- 横浜ベイスターズ時代は、通訳、広報、ファーム（イースタン・リーグ）事業部を担当。1997年 - 1998年に在籍したパット・マホームズの通訳や[2]、その息子であるパトリック（当時2歳[3]、後にプロアメリカンフットボール選手として活躍）のベビーシッターも務めていた[2]。
- 2002年に入社したMLBのサンフランシスコ・ジャイアンツ（ナショナルリーグ西地区）では、通訳兼ビデオコーチとして新庄剛志に同伴し、ワールドシリーズに出場。翌2003年、新庄の移籍に伴いニューヨーク・メッツ（ナショナルリーグ東地区）へ移籍。
- 帰国後、立命館大学経営学部客員教授となった。
- 実務家教員として尚美学園大学総合政策学部の准教授となった。
- 総合学園ヒューマンアカデミー横浜校ではスポーツマネジメント講座の講師を務めている。
- スポーツカルチャーラボでは「ゆるすぽweb」を運用している。

## メディア関連

### 著書
- 『夢のとなりで：新庄剛志と過ごしたアメリカ滞在記』 （メディアート出版、2004年3月、ISBN 4916109783）
- 『こんなぼくでも英語がしゃべれた：TOEFL370点からメジャーリーグの通訳へ』 （三笠書房、2005年1月、ISBN 483796270X）
- 『SHINJO夢をありがとう：新庄剛志と過ごした北海道観戦記』（廣済堂出版、2007年3月、ISBN 4331654087）
- 『プロ野球2.0』（扶桑社、2008年3月、ISBN 4594055915）
- 『大谷翔平 二刀流』（扶桑社、2015年3月、ISBN 4594072429）

### 連載
- 「読むメジャーリーグ」（『日刊ゲンダイ』2013年1月より）
- 「谷繁元信兼任監督「オレの職場に天才はいらない！」」（『週刊SPA』2014年3月より）

### 特集
- 日経クリック（特集：デジタルと僕らの夢　先端を走る17人が語った！眞鍋かをり/義家弘介/TOWA TEI/ボビー・バレンタイン/平沢進/小島克典/矢野顕子/柳美里ら）（日経BP社、2005年7月号）
- English zone（特集：スティーブ・ジョブス、キャメロン・ディアス、小島克典）（中経出版、2005年8月号#017、ISBN 4806122734）
- 現代スポーツ評論（特集：改革は本当か－プロ野球界の現在を考える）（創文企画、2005年11月号、ISBN 492116438X）

### 過去の出演番組
- NONFIX 〜屈辱の36年・横浜ベイスターズの挑戦〜（1997年3月、フジテレビ）
- サンデースポーツ（2001年7月、NHK）
- MLB主義（2004年6月、TBS）
- SUNTORY SATURDAY WAITING BAR AVANTI（J-WAVE、2004年9月25日）
- DOORS（2005年9月、TBS）
- 未来観測 つながるテレビ@ヒューマン（2006年4月、NHK）
- スカパー!MLBライブコメンテーター（2004年〜2008年、スカイパーフェクTV!）
- メディアがひらく、子どもたちの未来 日本賞2014から（2014年12月、NHK Eテレ）
- J SPORTS STADIUMプロ野球中継（2015年、J SPORTS）

### ラジオ番組
- 小島克典の Hello! ホッカイDO（STVラジオ、2004年10月〜2005年3月、2005年10月〜2006年1月）

### ニコニコ動画
- ニコニコ生放送 ニコ生×BLOGOS 「DeNA新規参入騒動から見える球界裏事情 ～ライブドア・楽天・ナベツネまで～」（2011年12月12日）